# České sbírky videoartu
Česká muzea ani další veřejné instituce většinou audiovizuální tvorbu nesbírala do té doby, než začala být zejména od 90. let 20. století součástí instalací výstav umění. Zpočátku proto byla videotvorba shromažďována především v soukromých sbírkách nebo v archívech organizátorů různých přehlídek a soutěží, případně bez záruky delší životnosti v edukačních odděleních některých galerií.

## Předmět akvizice
Předmětem akvizice jsou různé typy záznamu pohyblivého obrazu většinou kombinovaného se zvukem. Ve speciálních případech jde také o technické produkty nebo celé soubory předmětů autorských instalací, jejichž součástí je kinetický obraz. Odborná terminologie teorie komunikace tyto sbírkové předměty popisuje jako autorské či distribuční kopie kinematografických výtvorů audiovizuální sdělovací kombinace provedené fotochemickou nebo fotoelektrickou analogovou či digitální technikou (Manuál pro počítačovou dokumentaci sbírek. Asociace muzeí a galerií, Praha, 1997). Hovorově se používají označení „video“, „videoart“, „instalace s videem“, zjednodušující termín „intermedia“ nebo zavádějící vágní slovní spojení „nová média“. Terminologická nesystémovost vede k malé funkčnosti informačních databází sbírek.
Z hlediska obsahu se však do sbírek videoartu zařazují převážně jen výtvory komunikující podobně jako díla moderního a současného umění. Jde ale jen o přibližné vymezení pomocného charakteru, proto se sbírky muzeí a galerií umění prolínají se sbírkami filmových archívů.

## Charakteristiky sbírek
Sbírky jsou řazeny chronologicky podle roku vzniku.

### Muzeum umění a designu Benešov
Muzeum shromažďuje audiovizuální tvorbu od počátku 90. let 20. století. Založení tohoto fondu bylo inspirováno dobovými výstavami a přehlídkami (Enter, IN-OUT ad.) i spoluprací s edukačním oddělením Sbírky současného umění Národní galerie v Praze. Posláním sbírky bylo přinést návštěvníkům různé ukázky tohoto typu tvorby. Muzeum se zaměřilo na akvizici dostupných distribučních kopií na nosičích typu VHS kazety, CD-ROM, DVD ad. Kolekce obsahuje přes dvě stovky audiovizuálních děl české a zahraniční provenience. Její součástí jsou i studentské práce získané při spolupráci se školami UMPRUM a AVU v Praze, a také s bratislavskou VŠVU. Významným přínosem pro sbírku byla desetiletá spolupráce s rakouským centrem Ars Elektronica Linz, kdy byly v Benešově prezentovány výsledky každoročních mezinárodních soutěží Cyber Arts. V roce 2016 byla v muzeu se zástupci českého videoherního průmyslu zkoncipována nová každoroční přehlídka, která měla rovněž podpořit rozvoj sbírky. Svévolný politický zásah však realizaci akce zabránil a další rozvoj sbírky násilně ukončil.
Z českých a slovenských autorů jsou ve sbírce zastoupeni např. M. Bielický, M. Pěchouček, P. Skála, Ľ. Stacho, M. Zet, M. Baňková, M. Šejn, J. Bohuslav, V. Kadrnka, M. Dvořáková, J. Rudolfová, P. Štěpán, R. Filipec ad. Jejich práce pocházejí z období mezi léty 1969 - 2015. Z dlouhé řady zahraničních autorů jsou ve sbírce zastoupeni např. B. Groys, T. Waliczky, P. Weibel, F. Xaver, R. Kriesche, K. Cooper, S. Coppola, N. Fernandes, K. Oyama, J. Awazu. Zahraniční tvorba má datování počínající rokem 1988.

### Národní galerie v Praze
Kolekce nových médií o rozsahu přibližně tří set kusů je součástí Sbírky moderního a současného umění. Je rozvíjena od roku 1998. Web NG do roku 2023 nenabízel možnost podrobnějšího seznámení veřejnosti se sbírkou.

### Moravská galerie v Brně
Sbírání videoartu se Moravská galerie věnuje od přelomu tisíciletí. Je shromažďován jednak v souvislosti se sbírkou fotografie a také se sbírkou současného umění. Není však zatím zpracováván, proto do roku 2023 nenabízel web této instituce podrobnější informace.

### Videoarchív vědecko-výzkumného pracovištěAVU
Byl založen roku 2007 s cílem sbírat videoart vznikající v kontextu výtvarného umění. Zpočátku šlo o jedinou systematickou sbírku tohoto typu v ČR. VVP vydalo postupně několik sbírkových souborů na DVD, které bylo možné zakoupit. Část fondu byla roku 2018 předána do správy Národního filmového ústavu. Videoarchív je propojen s televizí AVU – Artyčok, na jejímž webu se stále rozšiřuje jak nabídka videoartu, tak dokumentů mapujících soudobé umění.

### Galerie hlavního města Prahy
Podsbírka Fotografie a nová média vykazovala v katalogu roku 2023 u techniky video 97 položek. Mezi nimi figurují zejména jména autorů Ruller, Baladrán, Pěchouček, Dopitová, Bromová, Vačkář, Pošová, Ther, Šerých, Daučíková, Mančuška, Vasulka, Svoboda, Černický, Smetana, Magid, Kintera. Videoart je sbírán od roku 2008, koncepčně ale až po roce 2017. V akvizici galerie jde o zejména o doplňování profilů uznávaných autorů stejně jako o mapování tvorby začínajících umělců.

### Galerie moderního umění v Hradci Králové
Sbírka pohyblivého obrazu byla založen roku 2019. Jsou v ní shromažďována díla různých interdisciplinárních přístupů, např. experimentální film, videoart, videoinstalace, diaprojektorové instalace, filmové eseje a dokumentace performancí. Akvizice reflektuje vývoj od experimentálních tendencí 60. let 20. století do současnosti. Jejím posláním je snaha o porozumění proměnám a uvažování o pohyblivém obrazu v širších myšlenkových rámcích. Galerii jde o zhodnocení souvislostí v prostředí střední a východní Evropy, neboť dějiny českého videoartu nemohou být zpracovávány izolovaně. Sbírka se soustřeďuje také na vývoj a vzájemné vlivy starších a novějších technologií pohyblivého obrazu.
Základ kolekce tvoří práce z českého a slovenského prostředí. Důraz je kladen také na tvorbu z Maďarska, Polska i pobaltských a balkánských států. Zastoupena je například tvorba Miloše Šejna (Psychodrama, Současnost, Rokle, G/SOL), Martina Zeta (Laciné sochy), Marka Thera (Kim; Pick a Wedgie), Zbyňka Baladrána (Modely vesmíru), Daniela Pitína (Večeře s Malevičem), Filipa Ceneka (Wonky Cinema), Michala Kindernaye (Ztěžklé nebe, Ječná, Staropramenná, Národní, Myslíkova) nebo Marie Lukáčové (Skuzomeetzach, Moréna Rex, Siréna).
Technicky sbírka pojímá původní fyzické nosiče, celkové soubory a instalace, které jsou následně digitalizovány. Je vytvářena databáze s náhledy jednotlivých děl pro studijní účely. Pro prezentaci byl zřízen samostatný prostor nazvaný Černá kostka.

### Národní filmový archiv
Spravuje a rozšiřuje fond videoartu, jehož základ tvoří převod z VVP AVU. Na webu NFA nejsou dp roku 2023 podrobnosti o fondu zveřejněny. Obsahuje např. díla autorů René Slauka, Marián Palla, Martin Bůřil, Martin Hřebačka, Lucie Svobodová, Elen Řádová ad. NFA také rozvíjí výzkum, kterým odborně zajišťuje technologickou podporu dalších českých sbírkotvorných institucí.